# Absolute Music 13
Absolute Music 13 er en kompilation i serien Absolute Music udgivet 14. november 1996. Nogle af sangene udkom senere på The Best Of Absolute Music 13-14-15.

## Sangliste
| 1.  | "Wannabe"                                     | Spice Girls, Matt Rowe, Richard Stannard                                        | Spice Girls                 | 2:52 |
| 2.  | "Se A Vida É"                                 | Nego Do Barbalho, Wellington Epiderme Negra, Ademario, Neil Tennant, Chris Lowe | Pet Shop Boys               | 4:02 |
| 3.  | "Mysterious Girl" (feat. Bubbler Ranx)        | Peter Andre, Bubbler Ranx, Ollie Jacobs, Glen Goldsmith                         | Peter André                 | 3:40 |
| 4.  | "The Only Thing That Looks Good On Me is You" | Bryan Adams & Robert John "Mutt" Lange                                          | Bryan Adams                 | 3:24 |
| 5.  | "Theme From Mission: Impossible"              | Lalo Schifrin                                                                   | Adam Clayton & Larry Mullen | 3:27 |
| 6.  | "Broken Angel"                                | Hanne Boel                                                                      | Hanne Boel                  | 3:41 |
| 7.  | "Breakfast at Tiffany's"                      | Todd Pipes                                                                      | Deep Blue Something         | 4:17 |
| 8.  | "How Bizarre"                                 | Alan Jansson, Pauly Fuemana                                                     | OMC                         | 3:49 |
| 9.  | "Forever Love"                                | Gary Barlow                                                                     | Gary Barlow                 | 4:38 |
| 10. | "Den Lille Løgn"                              | Elisabeth Gjerluff Nielsen, Jeff Wasserman, Torstein Flakne                     | Sanne Salomonsen            | 4:16 |
| 11. | "Lovefool"                                    | Peter Svensson, Nina Persson                                                    | The Cardigans               | 3:19 |
| 12. | "Walking on the Milky Way"                    | Andy McCluskey, Nigel Ipinson & Keith Small                                     | OMD                         | 4:40 |
| 13. | "You're Makin' Me High"                       | Kenneth Edmonds, Bryce Wilson                                                   | Toni Braxton                | 4:07 |
| 14. | "I Won't Let the Sun Go Down"                 | Nik Kershaw                                                                     | Robin Cook                  | 3:05 |
| 15. | "I Ain't Got Too Many Problems"               | Søren Sko, Palle Torp                                                           | Sko/Torp                    | 4:11 |
| 16. | "Freedom"                                     | George Michael                                                                  | Robbie Williams             | 4:27 |
| 17. | "Good Enough"                                 | Andy Miller, Mathew Priest, Nigel Clark                                         | Dodgy                       | 3:49 |
| 18. | "Dub-i-Dub"                                   | Susanne Georgi, Pernille Georgi                                                 | The Axel Boys Quartet       | 2:53 |